# Lannea virgata
Lannea virgata är en sumakväxtart som beskrevs av R. & A. Fernandes. Lannea virgata ingår i släktet Lannea och familjen sumakväxter. Inga underarter finns listade i Catalogue of Life.